# Melanosciadium bipinnatum
Melanosciadium bipinnatum là một loài thực vật có hoa trong họ Hoa tán. Loài này được (Shan & F.T. Pu) Pimenov & Kljuykov mô tả khoa học đầu tiên năm 2006.